# Linyphia longispina
Linyphia longispina là một loài nhện trong họ Linyphiidae.
Loài này thuộc chi Linyphia. Linyphia longispina được Frederick Octavius Pickard-Cambridge miêu tả năm 1902.